# Welcame
Welcame è il primo full-length del gruppo hardcore francese Rise of the Northstar, pubblicato il 21 novembre 2014 dalla Nuclear Blast. L'album contiene una cover, Simon Says, originariamente interpretata da Pharoahe Monch.

## Tracce
Testi di Vithia, musiche di Rise of the Northstar (eccetto dove indicato).
1. What the Fuck – 5:45
2. Welcame (Furyo State of Mind) – 4:19
3. The New Path – 3:58
4. Samurai Spirit – 3:35
5. Dressed All in Black – 4:43
6. Again and Again – 4:31
7. Tyson – 3:01
8. Bosozoku – 3:44
9. Simon Says – 3:23 (Troy Jamerson)
10. Authentic – 2:44
11. Blast 'Em All – 10:02

Traccia bonus nell'edizione giapponese
1. Phoenix – 4:16

## Formazione
Gruppo
- Vithia – voce
- Eva-B – chitarra solista
- Air One – chitarra ritmica
- Fabulous Fab – basso
- Hokuto no Kev – batteria

Altri musicisti
- Loïc G – chitarra ritmica (traccia 12)
- Lucas – basso (traccia 12)

Produzione
- Zeuss – missaggio e mastering
- Rise of the Northstar – produzione
- Francis Caste, Guillaume Mauduit – ingegneria del suono
- Vithia – direzione artistica, illustrazione